# Всемирная ассоциация зоопарков и аквариумов
Всемирная ассоциация зоопарков и аквариумов (англ. World Association of Zoos and Aquariums или WAZA) — крупнейшая зоологическая международная организация, призванная обеспечить руководство и поддержку зоопаркам, аквариумам и партнерским организациям всего мира в области ухода за животными и их благополучия, сохранения биоразнообразия, экологического образования и глобальной стабильности.
Штаб-квартира находится в Барселоне, в Испании.

## История
Основанный в 1935 году в Базеле (Швейцария) Международный союз директоров зоологических садов (англ. International Union of Directors of Zoological Gardens или IUDZG) в годы Второй мировой войны прекратил своё существование, в 1946 году в Роттердаме был учреждён новый союз (IUDZG) из директоров зоопарков союзных и нейтральных стран.
В 1950 году IUDZG стал членом организации Международного союза защиты природы (англ. International Union for the Protection of Nature или IUPN), а затем Международного союза охраны природы (IUCN).
В 1991 году IUDZG принял новое название — «Всемирная организация зоопарков» (англ. World Zoo Organization, WZO) и пересмотрел правила членства в организации, чтобы включить региональные ассоциации зоопарков.
В 2000 году WZO/IUDZG был переименован в WAZA, чтобы отразить более современный статус организации, работающей вместе на глобальном уровне для выработки совместных подходов к общим потребностям, для решения общих вопросов, для обмена информацией и знаниями, а также для представления этого сообщества в других международных институциях, таких как Международный союз охраны природы (IUCN) или на конференциях, принимающих международные конвенции, таких как CITES, CBD или CMS.
С появлением региональных ассоциаций зоопарков и аквариумов (таких как AZA, EAZA, BIAZA, PAAZAB, ARAZPA, AMACZOOA, JAZA, SEAZA), WAZA пришлось пересмотреть свою структуру и функции. Было принято решение о серьёзных изменениях, в частности, чтобы перевести членство с личного на институциональное, установить официальные связи с региональными ассоциациями.